# Ровача
Ровача је водени ток на Фрушкој гори, лева је притока Стејановачког гата, дужине 11,7km, површине слива 32,9km², у сливу Саве.
Настаје код насеља Јазак Прњавор на 210 м.н.в.), спајањем Великог потока и Белог потока који извиру испод Црвеног чота и дренирају јужне падине Фрушке горе. Текучи ка југу протиче кроз насеље Јазак. Низводно од насеља Ровача је каналисана. Дуж горњег и средњег дела тока је пут који спаја Врдник, Јазак и Руму.